# Драфт НХЛ 2010
48-й драфт новачків НХЛ 2010 року, відбувся в Лос-Анджелесі на домашній арені місцевої команди в Стейплс-центр. В перший день процедури закріплення прав на спортивну діяльність молодих хокеїстів, 25 червня, відбувся перший раунд драфту. Наступного дня — решта шість раундів.

## Рейтинг гравців
Центральне скаутське бюро НХЛ підготувало остаточні списки молодих хокеїстів, що можливо будуть обрані на цьогорічному драфті. Рейтинги зіставлені для польових гравців та голкіперів, що виступають в Північній Америці та Європі.
| Рейтинг | Польові гравці з Півн. Америки | Польові гравці з Європи |
| ------- | ------------------------------ | ----------------------- |
| 1       | Тайлер Сегін                   | Мікаель Гранлунд        |
| 2       | Тейлор Голл                    | Володимир Тарасенко     |
| 3       | Бретт Коннолі                  | Євген Кузнецов          |
| 4       | Ерік Гудбрансон                | Калле Ярнкрок           |
| 5       | Кем Фаулер                     | Людвіг Ренсфельдт       |
| 6       | Брендон Гормлі                 | Максим Кіцин            |
| 7       | Марк Писик                     | Оскар Ліндберг          |
| 8       | Емерсон Етем                   | Том Кюнгакль            |
| 9       | Дерек Форборт                  | Адам Петерсон           |
| 10      | Райан Йохансон                 | Мартін Марінчін         |

| Рейтинг | Голкіпери з Півн. Америки | Голкіпери з Європи         |
| ------- | ------------------------- | -------------------------- |
| 1       | Келвін Пікар              | Самі Айтокалліо            |
| 2       | Джек Кемпбелл             | Фредрік Петтерсон-Вентцель |
| 3       | Кент Сімпсон              | Бенджамін Конц             |
| 4       | Марк Вісентін             | Ларс Волден                |
| 5       | Луї Домінг                | Йонас Густафсон            |

## Драфт-лотерея
Лотерея, що відбувалася 13 квітня в Торонто визначила наступний порядок обрання командами молодих хокеїстів: вперше в історії відкриватимуть процедуру драфту нафтовики з Едмонтону. Далі свій вибір зробить Бостон (виміняв це право у Торонто, «віддавши» останнім Філа Кессела), потім Флорида, Колумбус, закриватиме першу п'ятірку Нью-Йорк Айлендерс.
Всього було визначено порядок обрання для 14 команд. Порядкові номери обрання молодих талантів для решти 16 команд визначилися після завершення плей-оф розіграшу кубку Стенлі 2010.

## Перший раунд
| №  | Гравець                  | Національність | Команда НХЛ                                    | Попередня команда                    |
| -- | ------------------------ | -------------- | ---------------------------------------------- | ------------------------------------ |
| 1  | Тейлор Голл (Л)          | Канада         | Едмонтон Ойлерс                                | Віндзор Спітфайрс (ОХЛ)              |
| 2  | Тайлер Сегін (Ц)         | Канада         | Бостон Брюїнс (від Торонто)                    | Плімут Вейлерс (ОХЛ)                 |
| 3  | Ерік Гудбрансон (З)      | Канада         | Флорида Пантерс                                | Кінгстон Фронтенекс (ОХЛ)            |
| 4  | Раян Йогансен (Ц)        | Канада         | Колумбус Блю-Джекетс                           | Портленд Вінтергокс (ЗХЛ)            |
| 5  | Ніно Нідеррайтер (Л)     | Швейцарія      | Нью-Йорк Айлендерс                             | Портленд Вінтергокс (ЗХЛ)            |
| 6  | Брет Коннолі (П)         | Канада         | Тампа-Бей Лайтнінг                             | Прінс-Джордж Кугарс (ЗХЛ)            |
| 7  | Джефф Скіннер (Ц)        | Канада         | Кароліна Гаррікейнс                            | Кітченер Рейнджерс (ОХЛ)             |
| 8  | Олександр Бурмистров (Ц) | Росія          | Атланта Трешерс                                | Беррі Колтс (ОХЛ)                    |
| 9  | Мікаель Гранлунд (Ц)     | Фінляндія      | Міннесота Вайлд                                | ГІФК (СМ-Ліга)                       |
| 10 | Dylan McIlrath (З)       | Канада         | Нью-Йорк Рейнджерс                             | Мус-Джо Воріорс (ЗХЛ)                |
| 11 | Джек Кемпбелл (Г)        | США            | Даллас Старс                                   | США Ю-18 (USHL)                      |
| 12 | Кем Фаулер (З)           | США            | Анагайм Дакс                                   | Віндзор Спітфайрс (ОХЛ)              |
| 13 | Брендон Гормлі (З)       | Канада         | Фінікс Койотс (від Калгарі)                    | Монктон Вайлдкетс (QMJHL)            |
| 14 | Джейден Шварц (Ц)        | Канада         | Сент-Луїс Блюз                                 | Трай-Сіті Сторм (ХЛСШ)               |
| 15 | Дерек Форборт (З)        | США            | Лос-Анджелес Кінгс (від Бостона через Флориду) | США Ю-18 (ХЛСШ)                      |
| 16 | Володимир Тарасенко (Ц)  | Росія          | Сент-Луїс Блюз (від Оттави)                    | Сибір (КХЛ)                          |
| 17 | Джоей Хішон (Ц)          | Канада         | Колорадо Аваланч                               | Оуен-Саунд Аттак (ОХЛ)               |
| 18 | Остін Вотсон (П)         | США            | Нешвілл Предаторс                              | Пітерборо Пітс (ОХЛ)                 |
| 19 | Нік Б'югстад (Ц)         | США            | Флорида Пантерс (від Лос-Анджелесу)            | Blaine High School (USHS-MN)         |
| 20 | Бо Беннет (П)            | США            | Піттсбург Пінгвінс                             | Пентіктон Віз (BCHL)                 |
| 21 | Райлі Шихен (Ц)          | Канада         | Детройт Ред-Вінгс                              | University of Notre Dame (CCHA)      |
| 22 | Джаред Тінорді (З)       | США            | Монреаль Канадієнс (від Фінікса)               | США Ю-18 (ХЛСШ)                      |
| 23 | Марк Писик (З)           | Канада         | Баффало Сейбрс                                 | Едмонтон Оіл-Кінгс (ЗХЛ)             |
| 24 | Кевін Геєс (П)           | США            | Чикаго Блекгокс (від Нью-Джресі через Атланту) | Noble and Greenough School (USHS-MA) |
| 25 | Квінтон Хауден (Л)       | Канада         | Флорида Пантерс (від Ванкувера)                | Мус-Джо Воріорс (ЗХЛ)                |
| 26 | Євген Кузнецов (Ц)       | Росія          | Вашингтон Кепіталс                             | Трактор (КХЛ)                        |
| 27 | Марк Вісентін (Г)        | Канада         | Фінікс Койотс (від Монреаля)                   | Ніагара Айсдогс (ОХЛ)                |
| 28 | Чарлі Койл (Ц/П)         | США            | Сан-Хосе Шаркс                                 | South Shore Kings (EJHL)             |
| 29 | Емерсон Етем (П)         | США            | Анагайм Дакс (від Філадельфії)                 | Медисин-Гат Тайгерс (ЗХЛ)            |
| 30 | Брок Нельсон (Ц)         | США            | Нью-Йорк Айлендерс (від Чикаго)                | Warroad High School (USHS-MN)        |

## Другий раунд
| №  | Гравець             | Національність | Команда НХЛ        | Попередня команда         |
| -- | ------------------- | -------------- | ------------------ | ------------------------- |
| 45 | Раян Спунер (Ц)     | Канада         | Бостон Брюїнс      | Кінгстон Фронтенекс (ХЛО) |
| 47 | Тайлер Тоффолі (ПН) | Канада         | Лос-Анджелес Кінгс | Оттава 67-і (ОХЛ)         |
| 46 | Мартін Маринчин (З) | Словаччина     | Едмонтон Ойлерс    | ХК Оранж 20 (СЕ)          |
| 51 | Калле Ярнкрок (ПН)  | Швеція         | Детройт Ред Вінгз  | Брюнес ІФ (J20)           |
| 56 | Юган Ларссон (ЛН)   | Швеція         | Міннесота Вайлд    | Брюнес ІФ (J20)           |
| 57 | Оскар Ліндберг (ЦН) | Швеція         | Фінікс Койотс      | Шеллефтео (Елітсерія)     |
| 59 | Джейсон Цукер (ЛН)  | США            | Міннесота Вайлд    | Університет Денвер (НКАА) |

## Третій раунд
| №  | Гравець           | Національність | Команда НХЛ        | Попередня команда         |
| -- | ----------------- | -------------- | ------------------ | ------------------------- |
| 62 | Грег Маккегг (КН) | Канада         | Торонто Мейпл-Ліфс | «Ері Оттерс» (ОХЛ)        |
| 72 | Адам Яношик (ЗХ)  | Словаччина     | Тампа-Бей Лайтнінг | «Гатіно Олімпікс» (QMJHL) |
| 80 | Браян Раст (КН)   | США            | Піттсбург Пінгвінс | США (ПАХЛ)                |

## Четвертий раунд
| №   | Гравець             | Національність | Команда НХЛ        | Попередня команда       |
| --- | ------------------- | -------------- | ------------------ | ----------------------- |
| 97  | Крейг Каннінгем (Ц) | Канада         | Бостон Брюїнс      | Ванкувер Джаєнтс (ЗХЛ)  |
| 101 | Іван Телегін (Ц)    | Росія          | Атланта Трешерс    | Сегіно Спіріт (ОХЛ)     |
| 104 | Яні Гаканпяя (З)    | Фінляндія      | Сент-Луїс Блюз     | Еспоо Блюз (СМ-ліга)    |
| 110 | Том Кюнгакль (К)    | Німеччина      | Піттсбург Пінгвінс | Віндзор Спітфайрс (ОХЛ) |
| 112 | Філіпп Грубауер (В) | Німеччина      | Вашингтон Кепіталс | Віндзор Спітфайрс (ОХЛ) |
| 116 | Петтер Гранберг (З) | Швеція         | Торонто Мейпл-Ліфс | Шеллефтео (Елітсерія)   |

## П'ятий раунд
| №   | Гравець               | Національність | Команда НХЛ        | Попередня команда           |
| --- | --------------------- | -------------- | ------------------ | --------------------------- |
| 123 | Зак Гайман (КН)       | Канада         | Торонто Мейпл-Ліфс | Торонто Марліс (АХЛ)        |
| 131 | Йон Клінгберг (З)     | Швеція         | Даллас Старс       | Вестра Фрелунда (Елітсерія) |
| 147 | Брендан Галлахер (КН) | Канада         | Монреаль Канадієнс | Ванкувер Джаєнтс (ЗХЛ)      |

## Шостий раунд
| №   | Гравець             | Національність | Команда НХЛ     | Попередня команда       |
| --- | ------------------- | -------------- | --------------- | ----------------------- |
| 159 | Юхан Густафссон (В) | Швеція         | Міннесота Вайлд | Фер'єстад (Елітсерія)   |
| 178 | Марк Стоун (КН)     | Канада         | Оттава Сенаторс | Брендон Вет Кінгс (ЗХЛ) |

## Сьомий раунд
| №   | Гравець               | Національність | Команда НХЛ         | Попередня команда               |
| --- | --------------------- | -------------- | ------------------- | ------------------------------- |
| 187 | Фредерік Андерсен (В) | Данія          | Кароліна Гаррікейнс | Фредеріксгавн Вайт Гокс (Данія) |
| 195 | Максим Чудінов (З)    | Росія          | Бостон Брюїнс       | «Сєвєрсталь (Росія)             |

## Вибір за країнами
| Місце | Країна           | Вибори | Відсоток |
|       | Північна Америка | 158    | 75.2%    |
| ----- | ---------------- | ------ | -------- |
| 1     | Канада           | 99     | 47.1%    |
| 2     | США              | 59     | 28.1%    |
|       | Європа           | 52     | 24.8%    |
| 3     | Швеція           | 20     | 9.5%     |
| 4     | Росія            | 8      | 3.8%     |
| 5     | Фінляндія        | 7      | 3.3%     |
| 6     | Чехія            | 5      | 2.4%     |
| 6     | Німеччина        | 5      | 2.4%     |
| 8     | Словаччина       | 2      | 1.0%     |
| 8     | Швейцарія        | 2      | 1.0%     |
| 10    | Данія            | 1      | 0.5%     |
| 10    | Латвія           | 1      | 0.5%     |
| 10    | Норвегія         | 1      | 0.5%     |